# Denis Cosgrove
Denis Cosgrove, né en 1948 à Liverpool et décédé le 21 mars 2008 à Los Angeles, est un géographe anglais spécialisé en géographie culturelle. 

## Biographie
Après une formation universitaire en géographie à Oxford, il commence son travail de recherche et d'enseignement au Royaume-Uni à Oxford et Londres, avant de devenir professeur de géographie à l'université de Californie à Los Angeles (UCLA). Tout au long de sa carrière Denis Cosgrove a produit une importante littérature se concentrant sur les concepts de paysages et des représentations.

## Publications majeures
- Social Formation and Symbolic Landscape (1984) nouvelle édition (1998) University of Wisconsin press   (ISBN 978-0299155148)
- The Iconography of Landscape: Essays on the Symbolic Representation, Design and Use of Past Environments (1989) Cambridge University Press  (ISBN 978-0521389150)
- The Palladian Landscape: Geographical Change and its Cultural Representations in Sixteenth Century Italy (1993) Leicester University Press  (ISBN 978-0271009421).
- Mappings (1999) Reaction Book  (ISBN 978-1861890214)
- Apollo's Eye (2003) Johns Hopkins University Press  (ISBN 9780801874444)